# Causeway (película)
Causeway es una película de drama psicológico estadounidense de 2022 dirigida por Lila Neugebauer a partir de un guion de Ottessa Moshfegh, Luke Goebel y Elizabeth Sanders. La película está protagonizada por Jennifer Lawrence, Brian Tyree Henry, Linda Emond, Jayne Houdyshell, Stephen McKinley Henderson y Russell Harvard.
Causeway tuvo su estreno mundial en el Festival Internacional de Cine de Toronto de 2022 el 10 de septiembre de 2022, y se estrenó en cines selectos el 28 de octubre de 2022, antes de su lanzamiento en streaming el 4 de noviembre de 2022 por Apple TV+. La película ha recibido críticas positivas, y las actuaciones de Lawrence y Henry obtuvieron elogios de la crítica.
Lynsey, una soldado estadounidense, sufre una lesión cerebral traumática tras la explosión de un IED durante su gira por Afganistán, lo que la obliga a regresar a su hogar en Nueva Orleans. Ella lucha por regresar a su vida diaria con su madre mientras espera su deseo de regresar para su redistribución. Su médico se muestra reacio a firmar su renuncia para regresar porque siente que el trauma es un fuerte vínculo con su depresión. A medida que mejora con la rehabilitación, se hace amiga de James, un mecánico de automóviles, que también tiene un trauma físico y mental después de un accidente automovilístico en el que murió su sobrino en la calzada del lago Pontchartrain de 24 millas de largo. Causeway, el título de la película, es una metáfora de los viajes en la película, ya que puede ser "aterrador conducir cuando estás en él, no puedes ver".

## Reparto
- Jennifer Lawrence como Lynsey

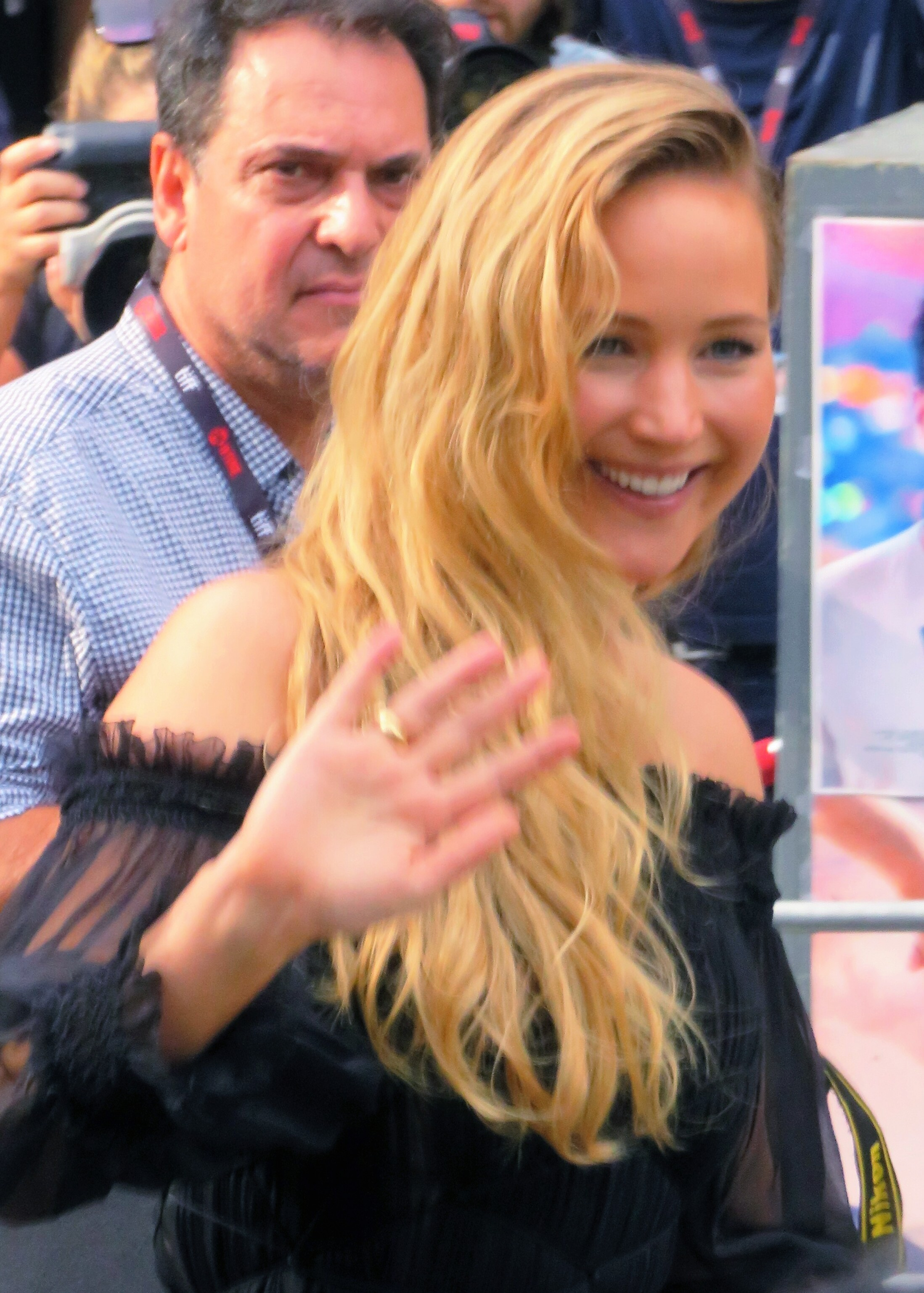
Lawrence en el estreno de la película en Toronto

- Brian Tyree Henry como James Aucoin
- Linda Emond como Gloria, la madre de Lynsey
- Jayne Houdyshell como Sharon, cuidadora
- Stephen McKinley Henderson como el Dr. Lucas
- Russell Harvard como Justin, el hermano de Lynsey

Otro elenco
- Sean Carvajal como Santiago, mecánico
- Fred Weller como Rick, jefe de limpieza de piscinas
- Will Pullen como hermano, patrón del bar
- Neal Huff como neuropsicólogo
- Joshua Hull como contratista de seguridad (sin acreditar)

## Producción
En abril de 2019, se anunció que Jennifer Lawrence y Brian Tyree Henry se habían unido al elenco de una película dramática sin título, con Lila Neugebauer dirigiendo un guion de Elizabeth Sanders. Lawrence, Justine Polsky, Eli Bush y Scott Rudin actuarían como productores bajo sus marcas Excellent Cadaver e IAC Films, respectivamente, mientras que A24 distribuiría.
La producción comenzó en el verano de 2019 en Nueva Orleans, pero se retrasó debido al huracán Barry. La producción se reinició en marzo de 2020, pero se retrasó nuevamente debido a la pandemia de COVID-19 y se completó en el verano de 2021.
En abril de 2021, tras las denuncias de abuso, Scott Rudin se retiró como productor del proyecto. El 30 de diciembre de 2021, la WGA otorgó el crédito de guion final de la película tanto a Sanders como al equipo de Ottessa Moshfegh y Luke Goebel.

## Estreno
En julio de 2022, se anunció que Apple TV+ distribuiría la película. La película tuvo su estreno mundial en el Festival Internacional de Cine de Toronto de 2022 el 10 de septiembre de 2022. El estreno europeo se llevó a cabo el 8 de octubre de 2022 en el BFI London Film Festival. Tuvo un estreno en cines limitado el 28 de octubre de 2022, y se estrenó en Apple TV+ el 4 de noviembre de 2022.

## Premios y nominaciones
| Premio                                              | Fecha                   | Categoría                  | Nominado          | Resultado    | Ref.   |
| --------------------------------------------------- | ----------------------- | -------------------------- | ----------------- | ------------ | ------ |
| Alianza de Mujeres Periodistas de Cine              | 5 de enero de 2023      | Mejor actor de reparto     | Brian Tyree Henry | Nominado     | [ 15 ] |
| Asociación de Críticos de Cine de Austin            | 10 de enero de 2023     | Mejor actor de reparto     | Brian Tyree Henry | Nominado     | [ 16 ] |
| Asociación de Críticos de Cine de Chicago           | 14 de diciembre de 2022 | Mejor actor de reparto     | Brian Tyree Henry | Nominado     | [ 17 ] |
| Premios de la Crítica Cinematográfica               | 15 de enero de 2023     | Mejor actor de reparto     | Brian Tyree Henry | Pendiente    | [ 18 ] |
| Asociación de Críticos de Cine de Dallas-Fort Worth | 19 de diciembre de 2022 | Mejor actor de reparto     | Brian Tyree Henry | Cuarto lugar | [ 19 ] |
| Georgia Film Critics Association                    | 13 de enero de 2023     | Mejor actor de reparto     | Brian Tyree Henry | Nominado     | [ 20 ] |
| Premios Gotham                                      | 28 de noviembre de 2022 | Mejor actuación de reparto | Brian Tyree Henry | Nominado     | [ 21 ] |
| Florida Film Critics Circle                         | 22 de diciembre de 2022 | Mejor ópera prima          | Lila Neugebauer   | Nominada     | [ 22 ] |
| Asociación de Críticos de Hollywood                 | 24 de febrero de 2023   | Mejor ópera prima          | Lila Neugebauer   | Pendiente    | [ 23 ] |
| Asociación de Críticos de Hollywood                 | 24 de febrero de 2023   | Mejor actor de reparto     | Brian Tyree Henry | Pendiente    | [ 23 ] |
| Premios Independent Spirit                          | 4 de marzo de 2023      | Mejor actuación de reparto | Brian Tyree Henry | Pendiente    | [ 24 ] |
| Las Vegas Film Critics Society                      | 12 de diciembre de 2022 | Mejor actriz               | Jennifer Lawrence | Nominada     | [ 25 ] |
| Las Vegas Film Critics Society                      | 12 de diciembre de 2022 | Mejor actor de reparto     | Brian Tyree Henry | Nominado     | [ 25 ] |
| London Film Critics' Circle                         | 5 de febrero de 2023    | Mejor actor de reparto     | Brian Tyree Henry | Pendiente    | [ 26 ] |
| Asociación de Críticos de Cine de Los Ángeles       | 11 de diciembre de 2022 | Mejor actuación de reparto | Brian Tyree Henry | Finalista    | [ 27 ] |
| National Society of Film Critics                    | 7 de enero de 2023      | Mejor actor de reparto     | Brian Tyree Henry | Finalista    | [ 28 ] |
| San Diego Film Critics Society                      | 6 de enero de 2023      | Mejor actor de reparto     | Brian Tyree Henry | Finalista    | [ 29 ] |
| Seattle Film Critics Society                        | 17 de enero de 2023     | Mejor actor de reparto     | Brian Tyree Henry | Pendiente    | [ 30 ] |
| Festival de Cine de Roma                            | 22 de octubre de 2022   | Mejor ópera prima          | Lila Neugebauer   | Ganadora     | [ 31 ] |